# Thijs van Leeuwen
Thijs van Leeuwen (* 15. Juli 2001 in Heerde) ist ein niederländischer Fußballspieler.

## Karriere
Thijs van Leeuwen, der in Heerde in der Provinz Gelderland zur Welt kam, wechselte 2011 vom VV Heerde in die Fußballschule des FC Twente Enschede. Für die A-Jugend (U19) absolvierte er insgesamt 49 Pflichtspiele, in denen der zentrale Mittelfeldspieler sieben Tore erzielte und zwei weitere Treffer selber vorbereitete. Am 13. September 2020 debütierte van Leeuwen im Alter von 19 Jahren für die Profimannschaft vom FC Twente in der Eredivisie, als er am ersten Spieltag in der Spielzeit 2020/21 im Heimspiel gegen Fortuna Sittard, welches mit 2:0 gewonnen wurde, in der 75. Minute für Queensy Menig, dem Torschützen zum 1:0, eingewechselt wurde. Insgesamt bestritt er in der Saison 21 von 34 Ligaspielen für die erste Mannschaft, bei denen er drei Tore schoss. Ende August 2021 wurde van Leeuwen kurz vor Ende des Transferfensters an Almere City in der Eerste Divisie, der zweithöchsten niederländischen Liga, bis zum Ende der Saison 2021/22 ausgeliehen. Er kam zu 22 Einsätzen als linker oder rechter Außenstürmer und schoss ein Tor, war aber auch in dessen U-23-Mannschaft aktiv. Nach seiner Rückkehr im Sommer 2022 absolvierte van Leeuwen noch ein weiteres Spiel für die Reservemannschaft Twentes und wechselte am 31. Januar 2023 fest zum Zweitligisten TOP Oss.